# Sainte-Gemme (Charente Marítim)
Sainte-Gemme és un municipi francès situat al departament del Charente Marítim i a la regió de la Nova Aquitània. L'any 2007 tenia 1.218 habitants.

## Demografia

### Població
El 2007 la població de fet de Sainte-Gemme era de 1.218 persones. Hi havia 449 famílies de les quals 102 eren unipersonals (53 homes vivint sols i 49 dones vivint soles), 188 parelles sense fills, 143 parelles amb fills i 16 famílies monoparentals amb fills.
La població ha evolucionat segons el següent gràfic:
Habitants censats

### Habitatges
El 2007 hi havia 628 habitatges, 469 eren l'habitatge principal de la família, 124 eren segones residències i 35 estaven desocupats. 541 eren cases i 6 eren apartaments. Dels 469 habitatges principals, 354 estaven ocupats pels seus propietaris, 98 estaven llogats i ocupats pels llogaters i 16 estaven cedits a títol gratuït; 5 tenien una cambra, 28 en tenien dues, 82 en tenien tres, 142 en tenien quatre i 212 en tenien cinc o més. 380 habitatges disposaven pel capbaix d'una plaça de pàrquing. A 203 habitatges hi havia un automòbil i a 233 n'hi havia dos o més.

### Piràmide de població
La piràmide de població per edats i sexe el 2009 era:
| Homes | Edats   | Dones |
| ----- | ------- | ----- |
| 0     | 95 o +  | 4     |
| 4     | 90 a 94 | 4     |
| 8     | 85 a 89 | 8     |
| 4     | 80 a 84 | 0     |
| 16    | 75 a 79 | 12    |
| 28    | 70 a 74 | 20    |
| 36    | 65 a 69 | 28    |
| 12    | 60 a 64 | 20    |
| 32    | 55 a 59 | 32    |
| 32    | 50 a 54 | 28    |
| 44    | 45 a 49 | 36    |
| 28    | 40 a 44 | 44    |
| 60    | 35 a 39 | 20    |
| 52    | 30 a 34 | 32    |
| 12    | 25 a 29 | 28    |
| 20    | 20 a 24 | 4     |
| 36    | 15 a 19 | 28    |
| 28    | 10 a 14 | 8     |
| 24    | 5 a 9   | 12    |
| 28    | 0 a 4   | 12    |

## Economia
El 2007 la població en edat de treballar era de 797 persones, 621 eren actives i 176 eren inactives. De les 621 persones actives 565 estaven ocupades (326 homes i 239 dones) i 56 estaven aturades (17 homes i 39 dones). De les 176 persones inactives 57 estaven jubilades, 38 estaven estudiant i 81 estaven classificades com a «altres inactius».

### Ingressos
El 2009 a Sainte-Gemme hi havia 450 unitats fiscals que integraven 1.078 persones, la mediana anual d'ingressos fiscals per persona era de 14.641 €.

### Activitats econòmiques
Dels 43 establiments que hi havia el 2007, 1 era d'una empresa extractiva, 1 d'una empresa alimentària, 5 d'empreses de fabricació d'altres productes industrials, 17 d'empreses de construcció, 6 d'empreses de comerç i reparació d'automòbils, 1 d'una empresa de transport, 5 d'empreses d'hostatgeria i restauració, 1 d'una empresa d'informació i comunicació, 1 d'una empresa immobiliària, 4 d'empreses de serveis i 1 d'una empresa classificada com a «altres activitats de serveis».
Dels 18 establiments de servei als particulars que hi havia el 2009, 1 era un taller de reparació d'automòbils i de material agrícola, 6 paletes, 2 guixaires pintors, 2 fusteries, 4 lampisteries, 1 electricista, 1 empresa de construcció i 1 restaurant.
Dels 2 establiments comercials que hi havia el 2009, 1 era una fleca i 1 una floristeria.
L'any 2000 a Sainte-Gemme hi havia 55 explotacions agrícoles que ocupaven un total de 2.479 hectàrees.

## Equipaments sanitaris i escolars
El 2009 hi havia una escola elemental.

## Poblacions més properes
El següent diagrama mostra les poblacions més properes.